# Tambun (Maleisië)
Tambun is een plaats in Maleisië, gelegen in de Kinta-vallei in de staat Perak.

## Pomelo's
Tambun is gekend voor zijn pomelo's. De vrucht werd oorspronkelijk geïmporteerd door Chinezen uit het zuiden van China die pomelo's meebrachten als bron van vitamince C op de lange scheepsreizen. De plant bleek goed te gedijen op de donkere en ijzerrijke bodems van de regio rond Tambun, Ampang en Piah.

## Vondsten uit het Pleistoceen
In een tinmijn bij Tambun zijn fossielen uit het Midden-Pleistoceen gevonden. Deze vondsten dateren mogelijk van 228.000 jaar geleden, hoewel de ouderdom niet geheel duidelijk is. De paleofauna van Tambun bestaat uit de uitgestorven olifant Palaeoloxodon namadicus, de Javaanse neushoorn (Rhinoceros sondaicus), een Aziatisch nijlpaard (Hexaprotodon? sp.), Sus sp., Cervus sp., de uitgestorven runderantilope Duboisia santeng, een rund (Bibos of Bubalus sp.) en een ottercivetkat (Cynogale sp.). Fossielen van de Javaanse neushoorn zijn het algemeenst. De paleofauna van Tambun werd in 1962 beschreven door Dirk Albert Hooijer van het Natuurhistorisch Museum in Leiden. De vondsten uit Tambun wijzen op een moerassig grasland. Van een andere locatie in Maleisië zijn tanden van een Pleistocene orang-oetan (Pongo sp.) bekend.
Steenkoolafzettingen in Maleisië uit de overgang van het Plioceen naar het Pleistoceen wijzen op tropisch regenwouden in deze periode. In het verdere verloop van het Pleistocene ijstijdvak wisselden glaciale en interglaciale periodes elkaar af. De glaciale fases zorgden voor een koeler en droger klimaat, waarbij de zeespiegel lager lag. Het Maleise schiereiland vormde samen met de Soenda-eilanden één landmassa. Een brede savanneorridor strekte zich uit van zuidelijk China over Indochina, Thailand, het Maleise schiereiland en Java tot aan de kleine Sunda-eilanden met aan weerszijden regenwouden in oostelijk Indochina, Sumatra, noordelijk Borneo en noordelijk Sulawesi. Fossiele planten wijzen er op dat het Maleise schiereiland 660, 480, 200 en 22 ka bedekt was met savannes die gedomineerd werden door Pinus-soorten. De savannecorridor werd bewoond door diverse grote grazers, zoals pantserneushoorns, runderantilopen en olifantsoorten. Hyena's zoals Pachycrocuta waren als uitgesproken savannecarnivoren destijds wijdverspreid in de regio. Open moerasgebieden werden bewoond door onder meer reuzentapirs en nijlpaarden. In de interglaciale periodes bedekten uitgestrekte regenwouden het gebied. Fossiele planten wijzen op begroeiing met regenwoud van het Maleise schiereiland 80 en 55 ka. Door stijging van de zeespiegel na de laatste ijstijd werden de Indonesische eilanden afgesneden van het Aziatische vasteland, wat invloed had op de verspreiding van diverse diersoorten.